# Тернопільський обласний центр охорони та наукових досліджень пам'яток культурної спадщини
Тернопільський обласний центр охорони та наукових досліджень пам’яток культурної спадщини — українська пам’яткоохоронна установа. 

## Відомості
Утворений 2000 року в результаті реорганізації Тернопільського обласного краєзнавчого музею згідно з рішенням Тернопільської обласної ради від 31 липня 2000 року. 
В структурі інспекції — два відділи: 
- науково-охоронних робіт пам’яток археології;
- науково-охоронних робіт пам’яток історії та монументального мистецтва.

Основні напрямки роботи Центру:
1. Пам’яткоохоронна робота:

- виявлення пам’яток, підготовка облікової документації для внесення пам’яток до Державного реєстру нерухомих пам’яток України та Переліку об’єктів культурної спадщини;
- інвентаризація та паспортизація пам’яток області;
- методична допомога органам державної влади та місцевого самоврядування з питань охорони культурної спадщини.

1. Науково-дослідна робота:

- комплексні наукові дослідження пам’яток та об’єктів культурної спадщини, організація та проведення охоронних досліджень та введення інформації в науковий обіг;
- формування бази даних про пам’ятки;
- організація та участь у всеукраїнських і міжнародних наукових конференціях, підготовка статтей на пам’яткоохоронну тематику, видання збірників матеріалів.

1. Популяризаторська робота:

- популяризація культурної спадщини через засоби масової інформації, виставки, лекторії, наукові та науково-популярні статті, книги, каталоги, брошури, робота зі ЗМІ;
- розробка туристичних маршрутів по об’єктах культурної спадщини та проведення науково-практичних та навчальних курсів, семінарів.

## Доробок
2001 року інспекція провела міжнародну наукову конференцію «Археологія Тернопільщини. Здобутки, стан, перспективи», за результатами якої видано збірник матеріалів. Видано буклет «Шумську-855», підготовлено Реєстр пам'яток области для внесення до державного Реєстру нерухомих пам’яток України. 
2023 року центр та комунальне підприємство «Кінодністер» створили «Віртуальні 3D тури унікальними оборонними пам'ятками Тернопільщини».
Розроблено
- обласні програми «Комплексна програма паспортизації об’єктів культурної спадщини Тернопільської області на 2003-2010 роки», «Програма збереження та використання об’єктів культурної спадщини Тернопільської області на 2003-2010 роки», «Програма збереження культурної спадщини Тернопільської області на 2011-2015 роки», «Програма збереження культурної спадщини Тернопільської області на 2016-2020 роки».
- наукові теми: «Давньоруські пам’ятки Західного Поділля» (М. Ягодинська), «Етнографічні особливості Тернопільщини» (Л. Строцень), «Господарсько-екологічні моделі населення скіфського часу Волино-Подільського порубіжжя» (М. Бігус), «Українське підпілля» (1942-1952; С. Грабовий); «Пам’ятки висоцької культури на Тернопільщині» (В. Ільчишин), «Використання об’єктів культурної спадщини в туризмі» (О. Дерех).

Здобутки
- до Державного реєстру нерухомих пам’яток України внесено 145 пам’яток археології, історії та монументального мистецтва, до Переліку об’єктів культурної спадщини внесено 3377 пам’яток археології, історії та монументального мистецтва;
- складено паспорти на 65 пам’яток археології, історії та монументального мистецтва;
- проведено інвентаризацію пам’яток в Бережанському, Борщівському, Бучацькому, Гусятинському, Заліщицькому, Збаразькому, Зборівському, Козівському, Підволочиському, Підгаєцькому, Теребовлянському, Тернопільському районах та в місті Тернополі;
- проведено археологічні дослідження в історичних центрах міст Тернопільщини: Тернопіль, Шумськ, Теребовля, Збараж, Бережани, Кременець, Чортків, Борщів, Гусятин, Заліщики, Скалат, Монастириськ, Бучач, Підгайці, Зборів, Ланівці;
- досліджується могильник в селі Кордишів Шумського району;
- спільно з ДП ОАСУ «Подільська археологія» проведено міжнародні наукові конференції із виданням збірників матеріалів: «Археологія Тернопільщини. Здобутки, стан, перспективи» (2001 р.). «До 70-річчя від дня народження археолога Ігора Ґерети» (2008 р.), «До 80-річчя від дня народження археолога Іона Винокура» (2010 р.);
- проведено ряд фотовиставок – «Пам’ятники Т.Г. Шевченку на Тернопільщині» (2014), «Пам’ятки повстанської звитяги  «Ми, повстанці – сини України» (2015 р.), «Репресовані за віру – пам’ятки і пам’ятні знаки, встановлені духовенству УГКЦ на Тернопільщині» (2016), до Дня охорони пам’яток  в Тернопільському обласному краєзнавчому музеї – виставка матеріалів за результатами археологічних  досліджень 2015 року, до 100-річчя бою на г. Лисоня – три фотовиставки стрілецьких пам’яток «А ми тую стрілецькую славу збережемо…» з картою-банером та відеопрезентаціями;
- виготовлений інформаційний банер «Тернопільщина – край повстанської слави», що експонувався в Києві під час презентації області «Благословенне Тернопілля» (2017);
- випущено друком ілюстрований альманах «У камені, бронзі, граніті» (2014 р., до 200-річчя з дня народження Т. Г. Шевченка) та фотокаталоги – «Репресовані за віру» (2016 р., до 70-річчя проведення Львівського псевдособору), «А ми тую стрілецькую славу збережемо…» (2016 р., до 100-ліття бою на горі Лисоні);
- надруковано календар «Пам’ятки повстанської слави Тернопільщини» (2017 р., до 75-річчя УПА);
- науковими співробітниками Центру підготовлено більше 150-ти наукових статтей на пам’яткоохоронну тематику;
- за час існування Центру науковими працівниками захищено дві кандидатські дисертації, двоє працівників закінчили аспірантуру, двоє – співшукачі на звання кандидата історичних наук, підготовлено і видано дві  монографії.

## Керівники
- Богдан Строцень (2000—2004)[3];
- Марина Ягодинська (з 2004)[4].